# KNIFE! Films
KNIFE! Films — українська незалежна кіностудія, відома такими проєктами як «Яремчук: Незрівнянний світ краси», «СПАЛАХ» та «ЕПІЗОДИ». Студія переважно займається документальним кінематографом на тематику української популярної культури та новітнього періоду історії України.
У серпні 2024 року фільм студії «Яремчук: Незрівнянний світ краси» став найкасовішим документальним фільмом в Україні.

## Історія
Студія заснована у 2020 році режисером Артемом Григоряном та продюсером Максимом Сердюком. Після виробництва документального серіалу «СПАЛАХ» про нову українську культуру Артем та Максим вирішили заснувати студію. Українська публіка та критика сприйняли його переважно позитивно, відзначивши культурну цінність проєкту. 
"Це швидше був наш перший спільний великий проєкт, у якому ми змогли зробити те, що давно хотіли"
У 2022 році виходить документальний фільм Далі. У 2023 році - Історії українського IT.
У 2024 році студія випускає авторську документальну трилогію «ЕПІЗОДИ» та серіал Три в одному на замовлення онлайн-школи Skvot.
Пізніше у 2024 році студія випустила документальний фільм «Яремчук: Незрівнянний світ краси», який став найкасовішим документальним фільмом в Україні.

## Фільмографія
- СПАЛАХ (серіал, 2020)[5]
- Далі (2022)
- Історії українського IT (2023)
- ЕПІЗОДИ (2024) 
  - ЕПІЗОДИ: Україна на Мундіалі
  - ЕПІЗОДИ: Тінь Чорнобиля[6]
  - ЕПІЗОДИ: Не перемикайтесь!
- Три в одному (серіал, 2024)
- Яремчук: Незрівнянний світ краси (2024)[6]

### Майбутні проєкти
Наразі студія працює над документальними фільмом про Кузьму Скрябіна. 